# ZX Auto
Hebei Zhongxing Automobile Co Ltd (que opera bajo la marca comercial ZX Auto), es un fabricante chino de SUV y camionetas. Copropiedad de Tianye Automobile Group Co Ltd y Taiwan Unite Leading Co, se estableció en 1999 y exporta a Oriente Medio, Sudeste Asiático, África, América Central y del Sur. La empresa afirma tener una capacidad de producción anual de 110 000 unidades, una cifra que podría combinar motores y vehículos completos.

## Historia
En la segunda mitad de la década de 2000, la empresa buscó acceso al mercado estadounidense con la ayuda de la empresa estadounidense Capital Corp, y participó en la convención de la Asociación Nacional de Concesionarios de Automóviles de 2007. Si bien las ventas en los EE. UU. se promocionaron hasta 2008, la compañía aún no ha vendido sus modelos en los países desarrollados. Sin embargo, los productos están disponibles en algunos Estados miembros de la UE.
Durante la guerra civil de Libia, solo 6 camionetas ZX Auto Grand Tiger llegaron a manos de los rebeldes y se convirtieron en vehículos técnicos repletos de armas montadas. A medida que avanzaba el conflicto, las fuerzas favorables a Gadafi también comenzaron a utilizar camionetas después de que los bombardeos aéreos de la OTAN inhabilitaran sus vehículos blindados. Algunas de las camionetas ZX Auto Grand Tiger utilizadas en esta guerra civil pueden haber sido marcadas como Tayo Auto Grandhiland.[cita requerida] Cuando comenzaron los combates en 2011, ya había al menos 15.000 camionetas ZX Auto en el país.
Algunas ventas son a organizaciones estatales chinas.
Hacia 2014, la empresa eliminó de su sitio web una referencia a la copropiedad de Taiwan Unite Leading Co y Hebei Tianye Automobile Group Co Ltd. Las modificaciones del sitio web también incluyeron cambiar el año de formación de la empresa de 1999 a 1949, aunque se mantuvo la referencia a 1999 como el año en que ZX Auto se "transformó en una empresa conjunta".

## Bases e instalaciones de producción
ZX Auto tiene dos fábricas de vehículos y un centro de I+D. Si bien es probable que una fábrica y el centro de I+D estén ubicados en Baoding, Hebei, donde tiene su sede la empresa,[cita requerida] la segunda fábrica puede estar en Changchun, ya que ZX Auto es copropietario de una base de producción en esta ciudad con Changling Group Co Ltd. A fines de 2010, comenzó la construcción de una nueva planta en Yichang, Hubei, que fabricará SUV y sedanes. A fines de 2014, la compañía hace referencia a una base de producción de Baoding en su sitio web que afirma tener una capacidad de producción de 50,000 unidades.
Algunos de sus productos se ensamblan en pequeñas fábricas en el extranjero a partir de kits armables, y ZX Auto afirma que la mayoría de sus exportaciones son en forma de estos kits. Las empresas propietarias de estas fábricas y que realizan el montaje final no están necesariamente afiliadas a ZX Auto. Dicho montaje ha comenzado en Egipto, Irán y Jordania, donde en 2008 se estaba construyendo una fábrica de 5.000 unidades/año. A partir de 2011, la empresa espera que surjan nuevas fábricas en México y Malasia. En Polonia, la empresa polaca POL-MOT Warfama produce y vende un pick-up, el Grand Tiger. Probablemente ensamblado a partir de kits ,[cita requerida] Los modelos polacos lucen un motor que cumple con las regulaciones de la UE.

## Modelos
- ZX Admiral, SUV y camioneta
- ZX Chanling (昌铃), camionetap (descontinuado)
- ZX Grand Tiger (小老虎) camioneta
- ZX Weihu (威虎) ) camioneta
- ZX Terralord (领主) camioneta
- ZX Weishi (威狮 )/ camioneta G9
- ZX C3 Urban Ark CUV/ ZX Cross Van
- ZX Landmark SUV

|                   |
| Zhongxing Admiral |

|                       |
| Zhongxing Grand Tiger |

|                                   |
| Zhongxing Weihu (Grand Tiger TUV) |

|                     |
| Zhongxing Terralord |

|                 |
| ZX C3 Urban Ark |

|             |
| ZX Landmark |